# Hans Kosmala

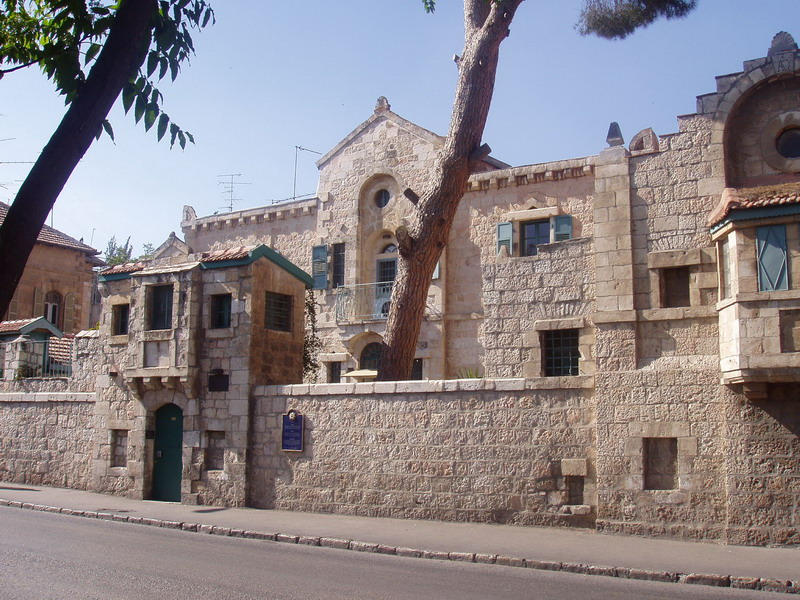
Schwedisches Theologisches Institut im Haus Thabor von Conrad Schick, Jerusalem

Hans Kosmala, ursprünglich Johannes Karl Adolf Kosmala (* 30. September 1903 in Breslau; † 24. April 1981 in Compton Abdale, Gloucestershire) war ein deutsch-britischer Theologe, Judaist und Semitist.

## Leben
Hans Kosmala war der Sohn eines Schneidermeisters. Er studierte von 1925 bis 1929 Hebräisch, Griechisch, semitische Sprachen und Theologie in Breslau und am Institutum Judaicum Delitzschianum (IJD) in Leipzig. 1928 erfolgte das Studium der modernen französischen Philosophie in Paris.
1934 ein Studienjahr am Theologischen St. John’s Hall College London. 1959 erfolgte die theologische Promotion an der Universität Leiden über: „Hebräer – Essener – Christen“.
1935 übernahm er die Leitung des Institutum Judaicum Delitzschianum in Leipzig. Wegen des im Deutschen Reich herrschenden Nationalsozialismus übersiedelte er mit dem Institut noch im gleichen Jahr nach Wien, wo er im Haus der Schwedischen Israelmission den Lehrbetrieb weiterführen konnte. Nach dem Anschluss Österreichs an das Deutsche Reich emigrierte Kosmala 1939 über Schweden nach Großbritannien, womit auch die Tätigkeit des Instituts zunächst beendet war. Vorläufig wiedererrichtet wurde es 1943 in England. 1948 wurde das IJD an der Universität Münster neu gegründet und dort der Evangelischen Fakultät eingegliedert.
Zusammen mit dem Leiter der Israelmission Göte Hedenquist gab Kosmala von 1936 bis 1938 die Zeitschrift Aus zwei Welten heraus.
1947 wurde Kosmala zum Pfarrer der Presbyterianischen Kirche in England ordiniert, und am 21. Juni 1949 erhielt er die britische Staatsbürgerschaft. Von 1951 bis 1971 leitete er als Direktor das Svenska teologiska institutet in Jerusalem. Seinen Ruhestand verlebte er in Gloucestershire in Großbritannien.

## Nachruf
Die Times bezeichnete Hans Kosmala 1981 als einen „der größten christlichen Experten Jüdischer Wissenschaft dieses Jahrhunderts.“

## Werke
- The Jew in the christian world. London: Student Christian Movement Press 1942
- Hebräer, Essener, Christen: Studien zur Vorgeschichte der frühchristlichen Verkündigung. Leiden: Brill 1959 (Studia post-biblica 1)
- Studies, Essays and Reviews: Old Testament. Leiden: Brill 1978, ISBN 978-90-04-05459-2
- Studies, Essays and Reviews: New Testament. Leiden: Brill 1978, ISBN 978-90-04-05461-5